# Castelnavet
 Castelnavet  (en occitano Castèthnaveth) es una población y comuna francesa, ubicada en la región de Mediodía-Pirineos, departamento de Gers, en el distrito de Mirande y cantón de Aignan.

## Demografía
| 250 | 224 | 201 | 154 | 153 | 155 |
| Para los censos de 1962 a 1999 la población legal corresponde a la población sin duplicidades (Fuente: INSEE [Consultar]) |     |     |     |     |     |